# Frank Foster (Jazzmusiker)

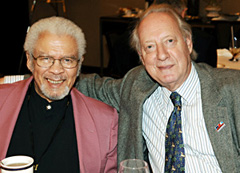
Frank Foster (links) und Dan Morgenstern

Frank Foster (* 23. September 1928 in Cincinnati, Ohio; † 26. Juli 2011 in Chesapeake, Virginia) war ein US-amerikanischer Jazzmusiker (Tenor- und Sopran-Saxophon, Arrangement und Komposition), der besonders aus seiner Zeit bei Count Basie bekannt ist. 

## Leben und Wirken
Foster studierte an der Wilberforce University und begann 1949 in Detroit mit dortigen Musikern wie Wardell Gray und Elvin Jones zu spielen. Nach dem Militärdienst (ab 1951) ging er 1953 zum Count Basie Orchestra, in dem er Tenorsaxophon spielte (ebenso wie Frank Wess, aber eher im Stil von Lester Young, während Wess mehr nach Art von Coleman Hawkins spielte). Außerdem arrangierte er für Basie und komponierte Stücke wie Shiny Stockings, Blues Backstage, Down for the count. Er spielte auch in Sessions außerhalb der Band, z. B. mit Thelonious Monk 1954 (MONK).  1961 wirkte er bei Elmo Hopes Album Homecoming! mit. Nach dem Ausstieg bei Count Basie 1964 komponierte er u. a. für Sarah Vaughan und Frank Sinatra. 1970 bis 1972 spielte er mit Elvin Jones, 1972 bis 1975 mit dem Thad Jones/Mel Lewis Orchestra. Er gründete auch eigene Gruppen (sowie ein Quintett mit Frank Wess 1983) und die Living Color und The Loud Minority Bigbands, mit denen er in Europa und Japan tourte. 1985 tourte er in Europa mit dem Quintett von Jimmy Smith. 1986 bis 1995 wurde er Nachfolger von Thad Jones als Leiter der Basie-Bigband. Danach belebte er seine The Loud Minority Bigband (mit Pianist Danny Mixon). Er lebte zuletzt in Chesapeake (Virginia), wo er 2011 an den Folgen eines Nierenversagens starb.
2002 erhielt er das Jazz Masters Fellowship der staatlichen NEA-Stiftung.

## Diskographische Hinweise
- 1953: Here Comes Frank Foster (Blue Note)
- 1965: Fearless Frank Foster (Prestige)
- 1968:   Manhattan Fever (Blue Note)
- 1971: The Loud Minority (Mainstream, 1974)
- 1977/1978: Shiny Stockings (Denon)
- 1982: The House That Love Built (Steeple Chase)
- 1983: Two for the Blues (Pablo)
- 1984: Frankly Speaking (Concord Jazz)
- 1996: Leo Rising (Arabesque)
- 1998: Swing (live) (Challenge)
- 2003: We Do It Diff’rent (live) (Mapleshade, mit Dennis Rowland)
- 2007: Well Water (Piadrum)